# Berchemia longipedicellata
Berchemia longipedicellata là một loài thực vật có hoa trong họ Táo. Loài này được Y.L.Chen & P.K.Chou mô tả khoa học đầu tiên năm 1980.